# Президентские выборы в Кыргызстане (2017)
Выборы президента Кыргызстана состоялись 15 октября 2017 года.

## Зарегистрированные кандидаты
По данным на 7 октября 2017 года.
- Темир Сариев. Родился 17 июня 1963 года. Образование высшее, окончил Кыргызский государственный университет по специальности «Экономика». Работает в Проектном институте ОАО «Кыргызгипрострой», советник по экономическим вопросам и инвестиционным проектам. Выдвинут политической партией «Акшумкар» на VII очередном съезде партии от 19 июня 2017 года.
- Омурбек Бабанов. Родился 20 мая 1970 года. Образование высшее, окончил Московскую сельскохозяйственную академию им. Тимирязева К. А., Российскую академию народного хозяйства, Кыргызскую государственную юридическую академию. Депутат Жогорку Кенеша Кыргызской Республики, лидер фракции «Республика-Ата Журт». Самовыдвижение.
- Сооронбай Жээнбеков. Родился 16 ноября 1958 года. Образование высшее, окончил Кыргызский сельскохозяйственный институт по специальности зооинженер, бухгалтер. Экс-премьер-министр Кыргызской Республики. Выдвинут решением 16-го съезда политической партии «Социал-демократическая партия Кыргызстана» от 15 июля 2017 года. Поддерживался президентом Алмазбеком Атамбаевым.
- Эрнис Зарлыков. Родился 5 сентября 1967 года. Образование высшее, окончил КГНУ им. Ж. Баласагына, экономический факультет. Первый вице-мэр города Бишкек. Самовыдвижение.
- Адахан Мадумаров. Родился 9 марта 1965 года. Образование высшее, окончил Тверской государственный университет, КГНУ им. Ж.Баласагына. Председатель политической партии «Бүтүн Кыргызстан». Выдвинут решением 12-го съезда политической партии «Бүтүн Кыргызстан» от 11 июля 2017 года.
- Азимбек Бекназаров. Родился 5 ноября 1956 года. Образование высшее, окончил КГНУ им. Ж.Баласагына по специальности — юрист. Частный адвокат. Самовыдвижение. Зарегистрирован постановлением ЦИК КР № 403 от 2 сентября 2017 года. 12 октября 2017 года заявил о снятии своей кандидатуры, но заявление в ЦИК в установленный срок не подал и формально остался кандидатом[2].
- Арстанбек Абдылдаев. Родился 28 апреля 1968 года. Образование среднее профессиональное, окончил ПТУ № 32 Ат-Башинского района. ОсОО «Ауирдин», директор. Самовыдвижение. Зарегистрирован постановлением ЦИК КР № 413 от 5 сентября 2017 года.
- Таалатбек Масадыков. Родился 22 января 1961 года. Образование высшее, окончил Московский институт международных отношений. ОО «Генералы мира — за Мир», консультант по международным связям. Самовыдвижение. Зарегистрирован постановлением ЦИК КР № 409 от 5 сентября 2017 года.
- Улукбек Кочкоров. Родился 24 июня 1974 года. Образование высшее, Кыргызский государственный национальный университет. Временно не работает. Самовыдвижение. Зарегистрирован постановлением ЦИК КР № 410 от 5 сентября 2017 года.
- Токтайым Уметалиева. Родилась 4 апреля 1962 года. Образование высшее, окончила КГНУ им. Ж. Баласагына. Председатель ассоциации НКО и НПО, главный редактор редакции детско-подростковой газеты «Ай-Данек». Самовыдвижение. Зарегистрирован постановлением ЦИК КР № 411 от 5 сентября 2017 года.
- Арсланбек Малиев. Родился 8 октября 1957 года. Образование высшее, окончил Харьковский институт общественного питания по специальности технология и организация общественного питания, аспирантуру Украинского научно-исследовательского института торговли и питания по специальности экономика непроизводственной сферы (город Киев). Президент Союза кыргызских обществ дружбы и сотрудничества с зарубежными странами; лидер политической партии «Аалам». Самовыдвижение. Зарегистрирован постановлением ЦИК КР № 412 от 5 сентября 2017 года.

### Снявшиеся кандидаты
- Камчыбек Ташиев. Родился 27 сентября 1968 года. Образование высшее, окончил Томский ТПУ, КГНУ им. Ж.Баласагына. Общественно-политический деятель. Выдвинут решением внеочередного XI-съезда политической партии «Ата-Журт» от 18 июля 2017 года. Зарегистрирован постановлением ЦИК КР № 408 от 5 сентября 2017 года. Снял кандидатуру в пользу Сооронбая Жээнбекова[3].
- Бакыт Торобаев. Родился 5 апреля 1973 года. Образование высшее, окончил Кыргызский государственный университет. Депутат Жогорку Кенеша Кыргызской Республики, лидер фракции «Өнүгүү-Прогресс». Выдвинут политической партией «Өнүгүү-Прогресс» на VI очередном съезде партии от 27 июня 2017 года. Снялся с выборов 6 октября 2017 года в пользу Омурбека Бабанова[4].

## Голосование

### Досрочное голосование
- К 10:00 13 октября проголосовало 30 636 человек;
- К 13:00 13 октября проголосовало 58 935 человек;

## Результаты
| Кандидат | Кем выдвинут                        | Голоса    | %     |
| --- | ----------------------------------- | --------- | ----- |
| Жээнбеков, Сооронбай Шарипович | СДПК                                | 913,093   | 54.75 |
| Бабанов, Омурбек Токтогулович | Независимый                         | 563,149   | 33.8  |
| Мадумаров, Адахан Кимсанбаевич | Бутун Кыргызстан                    | 118,004   | 6.47  |
| Сариев, Темир Аргембаевич | Акшумкар                            | 42,716    | 2.75  |
| Масадыков, Таалатбек Шамудинович | Независимый                         | 10,553    | 0.63  |
| Кочкоров, Улукбек Тойчубаевич | Независимый                         | 8,355     | 0.5   |
| Бекназаров, Азимбек Анаркулович | Независимый                         | 2,721     | 0.16  |
| Абдылдаев, Арстанбек Бейшеналиевич | Независимый                         | 1,983     | 0.12  |
| Малиев, Арсланбек Касымакунович | Независимый                         | 1,562     | 0.09  |
| Зарлыков, Эрнис Зарлыкович | Независимый                         | 1,523     | 0.09  |
| Уметалиева, Токтайым Джумаковна | Независимый                         | 1,426     | 0.09  |
| Торобаев, Бакыт Эргешевич | Онугуу-Прогресс                     | 3         | 0.0   |
| Ташиев, Камчыбек Кыдыршаевич | Республика Ата-Журт                 | 1         | 0.0   |
| Против всех | Против всех                         | 12,354    | 0.73  |
| Недействительные и пустые бюллетени | Недействительные и пустые бюллетени |           | -     |
| Всего | Всего                               | 1,692,423 | 100   |
| Зарегистрировано избирателей/Явка | Зарегистрировано избирателей/Явка   | 3,025,770 | 55.93 |
| Источники: Central Election Commission Архивная копия от 16 октября 2017 на Wayback Machine AKIpress Архивная копия от 16 октября 2017 на Wayback Machine, enwiki 16 октября −6 ч 48 мин |                                     |           |       |